# Adriano Meireles Patrocínio
Adriano Meireles Patrocínio é um político angolano do MPLA e membro da Assembleia Nacional de Angola.